# Mongaku

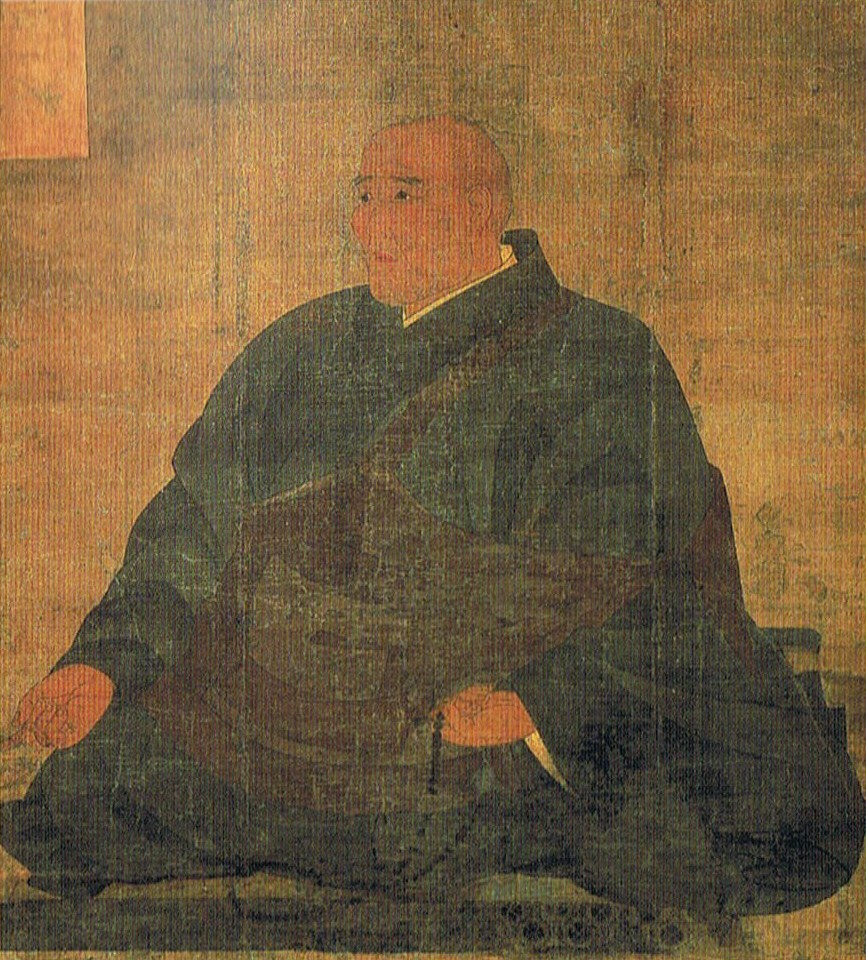
Mongaku Shōnin

Mongaku (japanisch 文覚; 1139–1203; auch Mongaku Shōnin) war ein politisch aktiver Mönch am Ende der Heian- und zu Beginn der Kamakura-Zeit.

## Leben und Wirken
Mongaku wurde als Endō Moritō (遠藤 盛遠) geboren. Er verlor seinen Vater Shigetō (茂遠), als er noch ein Kind war und wurde von Haruki Miyoshi aufgezogen. Im Alter von 18 Jahren verliebte er sich in seine Cousine Kesa Gozen (袈裟御前), die mit Minamoto no Wataru (源渡) verheiratet war. Nach langen Widerstand und Zögern gab sie vor, seinen Wünschen zu entsprechen unter der Bedingung, er müsse zuerst Wataru töten. Moritō stimmte zu und schlich sich in der folgenden Nacht in das Haus seiner Cousine. Aber Kesa Gozen hatte den Platz ihres Mannes eingenommen und erhielt so an seiner Stelle den tödlichen Schlag. Moritō wurde daraufhin Mönch und nannte sich Mongaku und suchte seine Tat zu büßen.
Einige Zeit später plante er, im Andenken an Kūkai den Tempel Shingo-ji (神護寺) auf dem Berg Takao (高尾山) nordöstlich von Heian-kyō (Kyōto) wieder aufzubauen und begann dafür zu betteln. Er nahm mit Kaiser Go-Shirakawa Kontakt auf, residierte im Tempel Hosshō-ji (法性寺), aber er verhielt sich nicht angemessen dem Kaiser gegenüber und wurde 1179 nach Izu verbannt. Dort traf er Minamoto no Yoritomo und bedrängte ihn, einen Krieg gegen die Taira zu beginnen. Durch freundliche Vermittlung durch Fujiwara no Mitsuyoshi gelang es Mongaku, vom Kaiser ein Schreiben an Yoritomo zu erhalten, in dem dieser aufgefordert wurde, eine Armee aufzustellen und den Hof von der Tyrannei der Taira zu befreien. Nun wartete Yoritomo nicht länger und griff zu den Waffen. Nach dem Sieg ließ Yoritomo den Tempel Shingo-ji wieder aufbauen und behandelte Mongaku fortgesetzt mit großer Freundlichkeit.
Der nun herrschende Kaiser Go-Toba zeigte mehr in Interesse für Vergnügen und Unterhaltung als für Verwaltung. Mongaku legte daher Yoritomo nahe, den Kaiser durch seinen Bruder, Prinz Morisada, zu ersetzen. Aber der Shōgun konnte sich nicht zu einem solchen Schritt entschließen.
Nachdem Yoritomo 1199 gestorben war, glaubte Mongaku, die Zeit sei nun reif, seinen alten Plan auszuführen. Das Vorhaben wurde aber entdeckt, Mongaku wurde auf die Insel Sado und dann weiter nach Tsushima ins Exil geschickt. Dort starb er in großer Armut.
Mongakus Leben hat in das Heike Monogatari Eingang gefunden und wurde später als Theaterstück im Bunraku und Kabuki adaptiert. Mongaku hat Ukiyoe-Künstler zu Porträts angeregt, oft mit dem Thema „Mongaku unter dem Nachi-Wasserfall“.

## Galerie

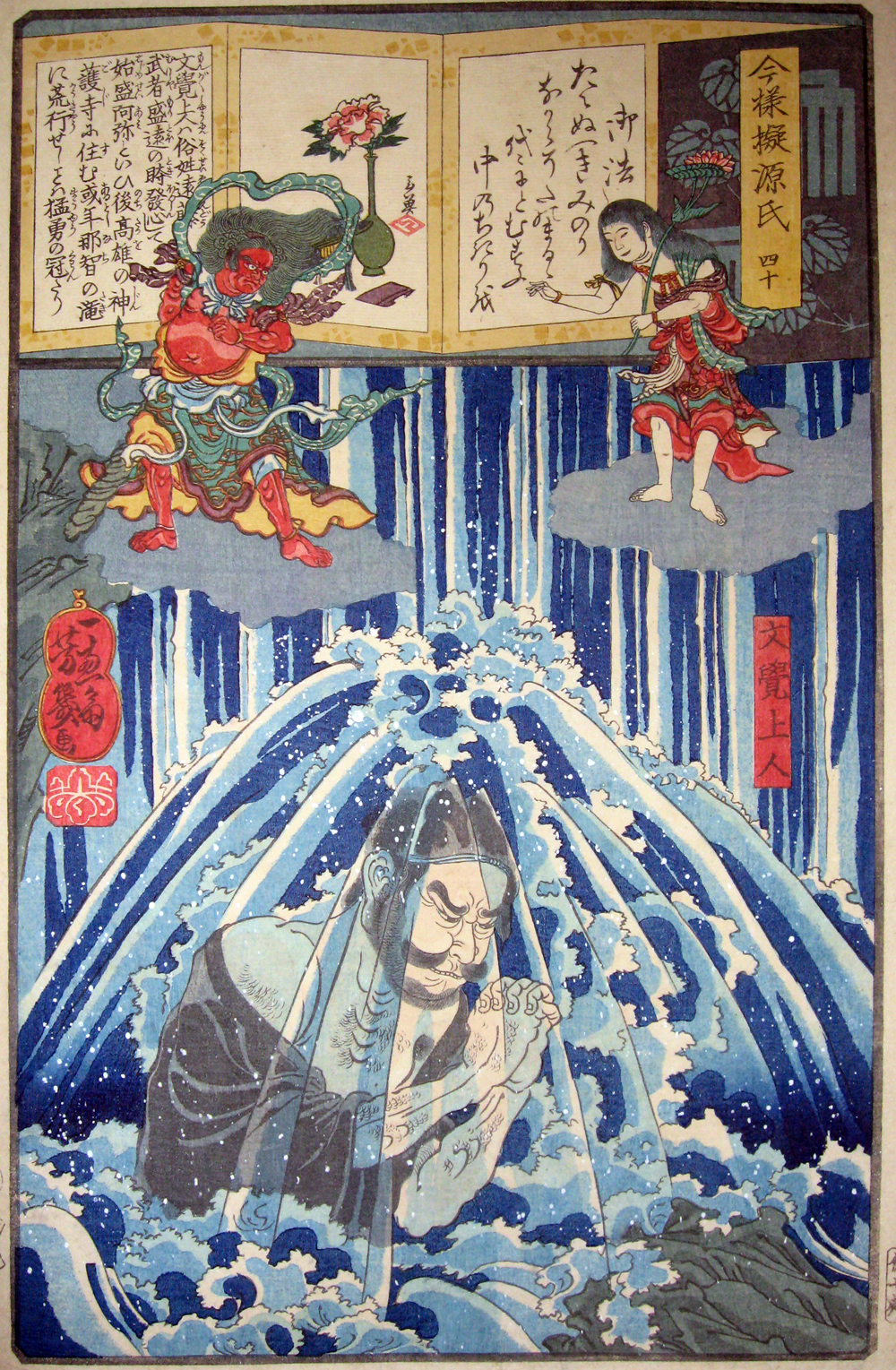
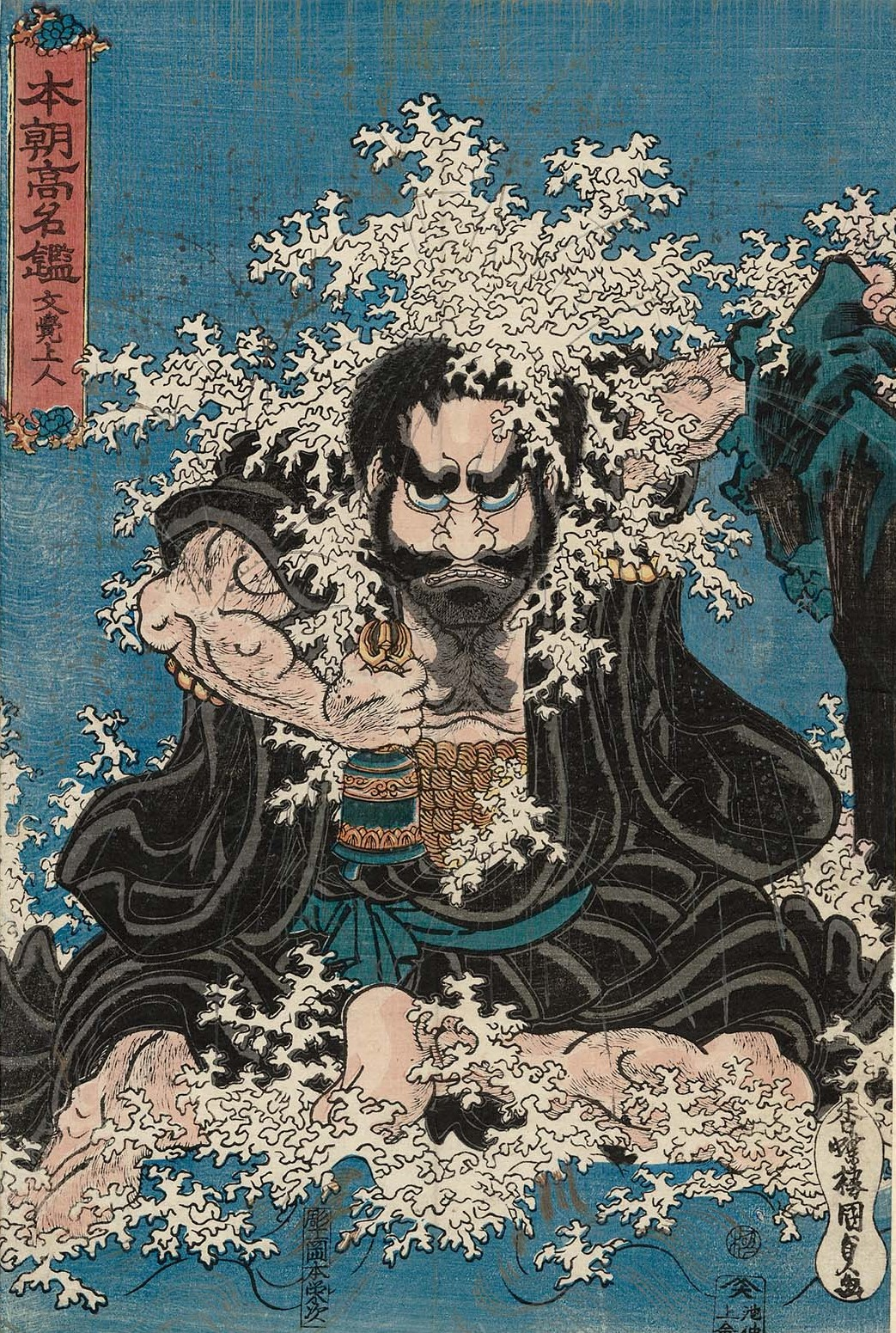
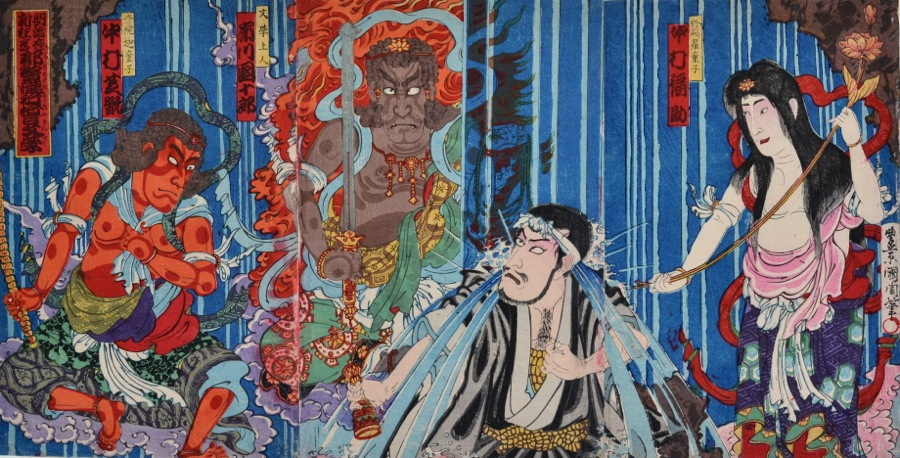
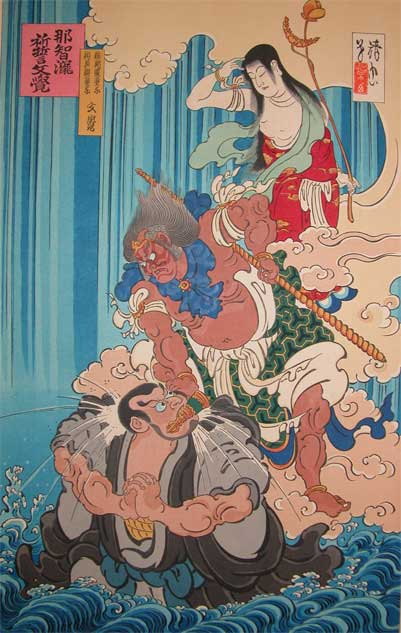
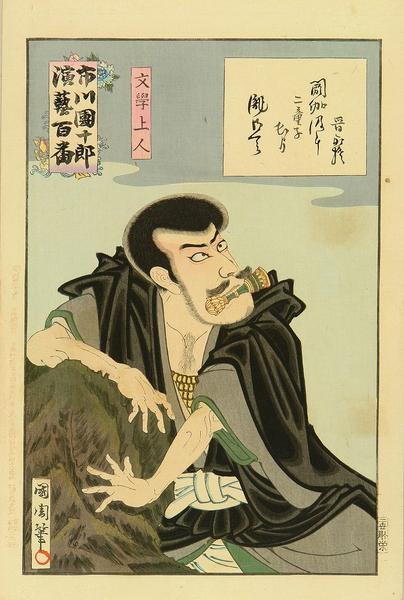
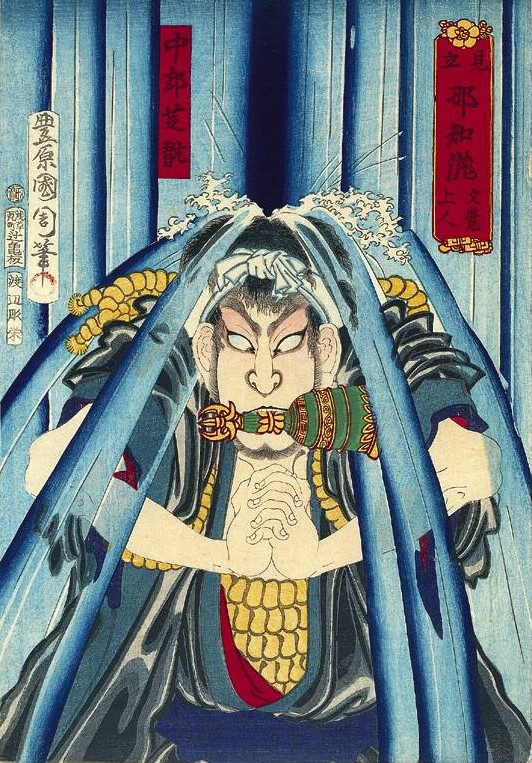